# Nals
Nals (italià Nalles) és un municipi italià, a dins de la província autònoma de Tirol del Sud. És un dels municipis del districte de Burggrafenamt. L'any 2007 tenia 1.634 habitants. Limita amb els municipis d'Andrian (Andriano), Eppan (Appiano), Gargazon (Gargazzone), Unsere Liebe Frau im Walde-St. Felix (Senale-San Felice), Terlan (Terlano), i Tisens (Tesimo).
Nals és un principal lloc de turisme, ja que hi ha uns 80 allotjaments per l'ho petit que és.

## Situació lingüística
| Pertinença lingüística (cens 2001) | 94,62% alemany |
| Pertinença lingüística (cens 2001) | 5,05% italià   |
| Pertinença lingüística (cens 2001) | 0,33% ladí     |

## Administració

Territori comunal

| Període | Identitat     | Partit |
| ------- | ------------- | ------ |
| 2004-   | Franz Pircher | SVP    |